# Novi Sad (Adiguesia)
Novi Sad (del ruso: Новый Сад) es un jútor del raión de Tajtamukái en la república de Adiguesia de Rusia. Está situado 7 km al sureste de Tajtamukái y 100 km al noroeste de Maikop, la capital de la república. Tenía 1 315 habitantes en 2010
Pertenece al municipio Enemskoye.

## Transportes
En la localidad se halla la plataforma ferroviaria Enem-2.